# Facultad de Ciencias Jurídicas de la Universidad de Antofagasta.
La Facultad de Ciencias Jurídicas de la Universidad de Antofagasta es una Facultad perteneciente a la Universidad de Antofagasta, creada por el Decreto Exento N.º 74 del 23 de marzo de 1993. La Facultad se integra por el Departamento de Derecho, el Consultorio Jurídico y el Centro de Estudios para la Descentralización y el Proceso Constituyente. Desde el 22 de agosto de 2022, el decano de la Facultad de Ciencias Jurídicas es el Dr. Carlos Cabezas Cabezas.

## Facultad de Ciencias Jurídicas.
La Facultad de Ciencias Jurídicas se halla dirigida por un Decano, electo por los académicos regulares pertenecientes a la Facultad. El Decano, como máxima autoridad, designa al vicedecano, a tres Secretarios de Facultad, a la Encargada de la Unidad de Gestión y al Jefe de Carrera de Derecho, cuyos nombres son:
- Vicedecano: Jorge Cortés-Monroy de la Fuente;
- Secretario de Docencia y Perfeccionamiento: Andrés Acuña Bustos;
- Secretaria de Investigación y Asistencia Técnica: Marta Szygendowska;
- Secretario de Vinculación con el Medio y Extensión: Jerson Valencia Carrizo;
- Encargada de la Unidad de Gestión y Calidad: Karla Pacheco Rivas;
- Jefe de Carrera de Derecho: David Cuba Abarca.

La Facultad de Ciencias Jurídicas posee un órgano colegiado, el cual se denomina Consejo de Facultad, integrado por el Decano de la Facultad de Ciencias, el director del Departamento de Derecho y por un representante de los académicos y académicas de la unidad.
Actualmente, el Consejo de la Facultad de Ciencias Jurídicas, se integra por:
- Carlos Cabezas Cabezas. Decano de la Facultad de Ciencias Jurídicas.
- Luis Varela Ventura. Director del Departamento de Derecho.
- Bruno Aste Leiva. Representante de los académicos y académicas de la Facultad de Ciencias Jurídicas.

### Unidades de la Facultad de Ciencias Jurídicas.
La Facultad de Ciencias Jurídicas posee las siguientes unidades:
- Departamento de Derecho:
  - Director: Luis Varela Ventura.
- Consultorio Jurídico:
  - Director: Fabián Muñoz Huerta.
- Centro de Estudios para la Descentralización y el Proceso Constituyente.
  - Director: Jorge Molina Cárcamo.

### Listado de Decanas y Decanos.
Las Decanas y Decanos de la Facultad de Ciencias Jurídicas han sido la/os siguientes:
1. Carmen Antony García (1994-1997)
2. Domingo Claps Gallo (1997-2000)
3. Domingo Claps Gallo (2000-2003)
4. Bernardo Julio Contreras (2003-2006)
5. Rubén Gajardo Chacón (2006-2009)
6. Patricio Lazo González (2009-2012)
7. Patricio Lazo González (2012-2013)
8. Rubén Gajardo Chacón (2013-2016)
9. Rubén Gajardo Chacón (2016-2019)
10. Rubén Gajardo Chacón (2019-2022)
11. Carlos Cabezas Cabezas (2022-)

## Departamento de Derecho.
Los Directores y Directoras de Departamento han sido los/as siguientes:
1. Domingo Claps Gallo (2006-2008)
2. Viviana Ledesma De Lapeyra (2008-2010)
3. Viviana Ledesma De Lapeyra (2010-2010)
4. Rubén Gajardo Chacón (2011-2013)
5. Nadima Retamales Cabello (2013)
6. Cristian Zamorano Guzmán (2013-2015) (s)*
7. Carlos Cabezas Cabezas (2016)
8. Cristian Zamorano Guzmán (2017)
9. Bruno Aste Leiva (2017) (s)*
10. Carlos Cabezas Cabezas (2018)
11. Luis Varela Ventura (2018-2021)
12. Luis Varela Ventura (2021-2023)
13. Luis Varela Ventura (2023-

*En cursiva se encuentran los Directores de Departamento que ejercieron como subrogantes.

## Carrera de Derecho.
La Carrera de Derecho de la Universidad de Antofagasta fue creada en virtud del Decreto Exento N.º 802 de 8 de noviembre de 1994, el cual además oficializó su plan de estudios. Comenzó sus labores en la sede del Campus Angamos, ubicado en la avenida Angamos 610. Actualmente, el Jefe de Carrera es el profesor David Cuba Abarca.

### Egresados destacados
- Pedro Araya Guerrero. Senador de la República (2013-) y exdiputado de la República (2001-2013)
- Jaime Araya Guerrero. Diputado de la República (2022-)
- Karen Behrens Navarrete. Delegada Presidencial Regional de Antofagasta (2022-)
- Lorena Parra Parra. Fiscal Regional Metropolitana Oriente (2021-)
- Juan Castro Bekios. Fiscal Regional de Antofagasta (2023-)
- Marcela Godoy Flores. Ministra titular del 2.º Tribunal Ambiental (2023-)
- Trissy Figueroa Rivera. Secretaria Regional Ministerial de Justicia y Derechos Humanos por la región de Antofagasta (2023-)
- Paulina Larrondo Vildósola. Secretaria Regional Ministerial de Gobierno por la región de Antofagasta (2024-)

## Consultorio Jurídico.
La Facultad de Ciencias Jurídicas posee un Consultorio Jurídico que tiene por función prestar asistencia jurídica a personas de escasos recursos y permitir a los egresados de la carrera de Derecho a cumplir con su práctica profesional para optar al título de abogado en el marco de un convenio con la Corporación de Asistencia Judicial de Tarapacá y Antofagasta. Actualmente, su director es el abogado, Fabián Muñoz Huerta.

## Centro de Estudios para la Descentralización y el Proceso Constituyente.
Con fecha 13 de diciembre de 2019 se crea el Centro de Estudios para la Descentralización y el Proceso Constituyente, unidad perteneciente a la Facultad de Ciencias Jurídicas, cuya finalidad es crear y difundir investigaciones en torno a la descentralización política, administrativa y financiera del país. En la actualidad, su director es el abogado Jorge Molina Cárcamo.